# Dysdera gigas
Dysdera gigas är en spindelart som beskrevs av Roewer 1928. Dysdera gigas ingår i släktet Dysdera och familjen ringögonspindlar. Inga underarter finns listade i Catalogue of Life.